# فلیپ آگولار
فلیپ آگولار(Felipe Andrés Aguilar Schuller)(زاده ۷ نوامبر ۱۹۷۴) یک گلف‌باز حرفه‌ای اهل شیلی است که در بیش از ۳۰ بازی در شیلی پیروز شده و اکنون در تور اروپا بازی می‌کند.
در سال ۲۰۰۶، او پس از روی مکنزی که عضویت کامل در تور اروپا را به دست آورد، به عنوان دومین شیلی شناخته شد. وی در سال ۲۰۰۷ در یک دوره ۴ هفته ای دو مسابقه را در مسابقات چالش برنده شد. به دلیل موفقیت در تور چالش، در سال ۲۰۰۸ به تور اروپا پیوست.
در فوریه ۲۰۰۸، آگیلار اولین رویداد تور اروپایی خود را در آسترو اندونزی اوپن برنده شد.
آگویلار در بازی‌های آمریکای جنوبی ۲۰۱۴ مدال نقره و در بازی‌های پان آمریکایی ۲۰۱۵ موفق به کسب مدال طلا شد.

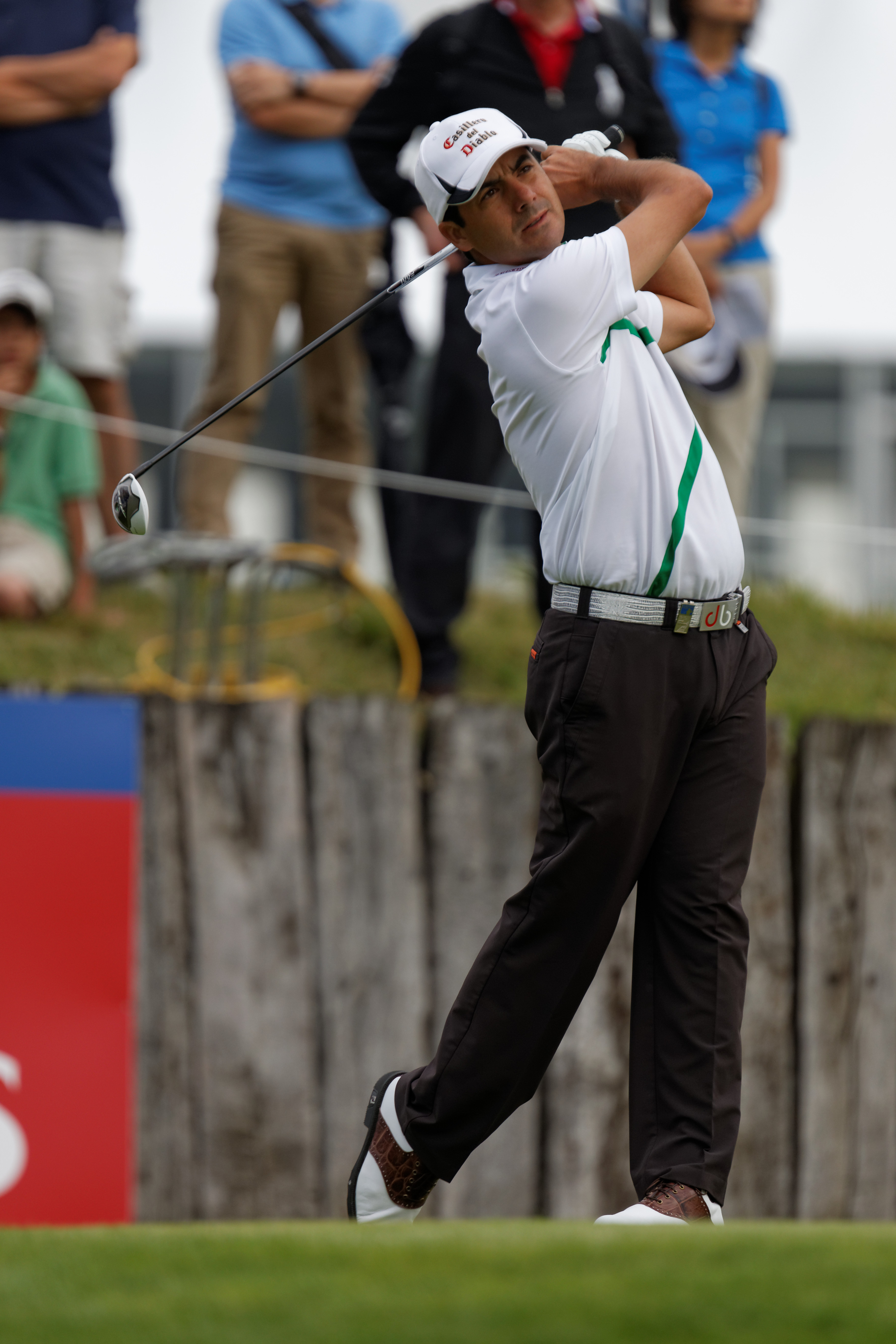
فلیپه آگیلار